# شجاع الخوارزمية
شجاع الخوارزمية والمعروفة أيضًا باسم أم جعفر أو أم المتوكل كانت أم ولد الخليفة العباسي الثامن المعتصم بالله وأم المتوكل على الله.
شجاع كانت جارية الأمير العباسي محمد. دخلت الحريم على الأرجح في عام 820/819. نشأت في الحريم العباسي قبل أن يتخذها الأمير العباسي أبو إسحاق محمد بن هارون جارية له. كانت قريبة موسى بن بغا الكبير. ولدت لمحمد ابناً هو جعفر (المتوكل في المستقبل).
وُلِد المتوكل في فبراير / مارس 822 للأمير العباسي أبي إسحاق محمد (المعتصم في المستقبل) وجاريته من خوارزم المسماة شجاع. 
الحياة المبكرة لشجاع غير واضحة لأن الحياة المبكرة للمتوكل غامضة، لأنه لم يلعب أي دور في الشؤون السياسية حتى وفاة أخيه غير الشقيق الأكبر، الواثق، في أغسطس 847. ولما أصبح ابنها خليفة أعطى أمه شجاع قدراً من السلطة المالية حتى أنها كانت تملك نحو خمسمائة ألف دينار وعدة قطع من الأرض، إلا أنه لا يوجد في المصادر أي ذكر لها بأنها كانت تمتلك أي سلطة سياسية. وبعد فترة قصيرة من تولي ابنها الخلافة قررت شجاع أن تؤدي فريضة الحج.
وكانت شجاع كريمة، فعندما ذهبت إلى الحج، كان المتوكل يصحبها ليودعها. ولما وصلت الكوفة أمرت أن يأخذ كل رجل من العباسيين والطالبيين ألف دينار ، ولكل امرأة خمسمائة دينار، ولكل رجل من المهاجرين مائة دينار، ولكل امرأة عشرة دنانير. وقد تركت وراءها خمسين ألف دينار ومجوهرات تزيد قيمتها على مليون دينار.
توفيت شجاع في يونيو–يوليو 861. وقد ورث أحفادها ثروتها.